# Термодинамічна температура
Термодинамі́́чна температура або абсолю́тна температу́ра є єдиною функцією стану термодинамічної системи, що характеризує напрям самовільного теплообміну між тілами (системами)..
Термодинамічна температура позначається літерою {\displaystyle T}, вимірюється у Кельвінах {\displaystyle (K)} і відлічується за абсолютною термодинамічною шкалою (Кельвіна). Абсолютна термодинамічна шкала є основною шкалою у фізиці і в рівняннях термодинаміки.
Молекулярно-кінетична теорія, з свого боку, пов'язує з абсолютною температурою середню кінетичну енергію поступового руху молекул ідеального газу в умовах термодинамічної рівноваги :
{\displaystyle mv^{2}/2=3/2kT,}
де: {\displaystyle m} — маса молекули, {\displaystyle v} — середня квадратична швидкість поступального руху молекул, {\displaystyle T} — абсолютна температура, {\displaystyle k} — стала Больцмана.

## Історія
Вимірювання температури пройшло довгий і складний шлях у своєму розвитку. Оскільки температура не може бути виміряна безпосередньо, для її вимірювання використовували властивості термометричних тіл, які знаходились у функціональній залежності від температури. На цій основі були розроблені різноманітні температурні шкали, які одержали назву емпіричних, а виміряна за їх допомогою температура дістала назву емпіричної. Суттєвими недоліками емпіричних шкал є відсутність їх безперервності, а також розбіжність значень температур для різних термометричних тіл як між реперними точками, так і поза ними. Відсутність безперервності емпіричних шкал пов'язана з відсутністю природної речовини, яка спроможна зберігати свої властивості у всьому діапазоні можливих температур. У 1848 р. Вільям Томсон (лорд Кельвін) запропонував вибрати градус температурної шкали таким чином, щоб в її межах була однаковою ефективність ідеальної теплової машини. Надалі у 1854 р. він запропонував використати обернену функцію Карно для побудови термодинамічної температурної шкали (незалежної від властивостей термометричних тіл), однак, практична реалізація цієї ідеї виявилась неможливою. У пошуках «абсолютного» приладу на початку XIX століття звернулись до ідеї ідеального газового термометра, заснованого на законах ідеальних газів Гей-Люссака та Шарля. Газовий термометр тривалий час був єдиним засобом відтворення абсолютної температури. Нові шляхи відтворення абсолютної температурної шкали базуються на використанні рівняння Стефана — Больцмана у безконтактній термометрії і рівняння Найквіста у контактній .

## Фізичні основи побудови термодинамічної шкали температур
1.Термодинамічна шкала температур принципово може бути побудована на основі теореми Карно яка стверджує, що коефіцієнт корисної дії ідеального теплового двигуна не залежить від природи робочого тіла і конструкції двигуна, а є функцією температур нагрівача і холодильника.
{\displaystyle \eta ={\frac {Q_{1}-Q_{2}}{Q_{1}}}={\frac {T_{1}-T_{2}}{T_{1}}},}
де {\displaystyle Q_{1}} — кількість теплоти віддана нагрівачем робочому тілу теплової машини (ідеальному газу), {\displaystyle Q_{1}} — кількість теплоти віддана робочим тілом холодильнику, {\displaystyle T_{1},T_{2}} — температури нагрівача і холодильника, відповідно.
З наведеного вище рівняння витікає співвідношення:
{\displaystyle {\frac {Q_{1}}{Q_{2}}}={\frac {T_{1}}{T_{2}}}.}
Це співвідношення може бути використане для побудови шкали абсолютної термодинамічної температури. Якщо один з ізотермічних процесів {\displaystyle Q_{3}} проводити при температурі потрійної точки води, яка установлена довільно — {\displaystyle T_{3}=273,16K,} то будь-яка інша температура {\displaystyle T}визначається рівнянням:
{\displaystyle T=273,16{\frac {Q}{Q_{3}}}}.
Встановлена таким чином температурна шкала має назву — термодинамічна шкала Кельвіна. На жаль, точність вимірювання кількості теплоти не дозволяє реалізувати цей засіб на практиці.
2. Абсолютна температурна шкала може бути побудована якщо використати як термометричне тіло ідеальний газ Насправді, з рівняння Клапейрона витікає співвідношення
{\displaystyle T={\frac {pV}{R}}.}
Якщо виміряти тиск газу, близького за властивостями до ідеального, що знаходиться у герметичній посудині постійного об'єму, то так можна встановити температурну шкалу, яку також називають ідеально — газовою шкалою. Перевага цієї шкали полягає в тому, що тиск ідеального газу при {\displaystyle V=const} змінюється лінійно з температурою. Оскільки навіть розріджені реальні гази за своїми властивостями дещо відмінні від ідеального газу, то реалізація ідеально — газової шкали пов'язана з певними труднощами.
3. У курсах термодинаміки наводяться теоретичні докази того, що температура, виміряна за ідеально — газовою шкалою, збігається з абсолютною термодинамічною температурою. Слід однак зауважити, що хоча чисельно термодинамічна та ідеально — газова шкала абсолютно ідентичні, з якісної точки зору між ними є принципова різниця. Тільки термодинамічна шкала є абсолютно незалежною від властивостей термометричної речовини.
Як показано вище, точне відтворення термодинамічної шкали, а також ідеально — газової зв'язано з серйозними експериментальними труднощами. У першому випадку необхідно ретельно вимірювати кількість теплоти, яка підводиться і відводиться в ізотермічних процесах ідеального теплового двигуна. Такі вимірювання є дуже неточними. Відтворення термодинамічної та ідеально — газової шкали в діапазоні від 10 до 1337 {\displaystyle K} можливе за допомогою газового термометра. За вищих температур помітно виявляється дифузія робочого газу крізь стінки резервуара. При температурах у кілька тисяч градусів багатоатомні гази розпадаються на атоми, при ще вищих температурах іонізуються і перетворюються у плазму, яка не підкоряється рівнянню Клапейрона. Найнижча температура, яка може бути виміряна газовим термометром заповненим гелієм при низькому тиску є {\displaystyle 1K}. Для вимірювання температур за межами можливостей газових термометрів використовують інші засоби вимірювання.